# 内村智博
内村 智博（うちむら ともひろ）は、日本の化学者。専門は応用分析化学。学位は、博士（工学）（学位論文「ダイオキシン関連物質のリアルタイム分析並びに生成機構に関する基礎研究」）。福井大学教授（2019年度現在）。

## 経歴
鹿児島県立甲南高等学校卒業。1997年3月、九州大学工学部応用物質化学科退学。1999年 3月、九州大学大学院工学研究科化学システム工学専攻博士前期課程修了、工学修士取得。2000年4月から2001年3月までドイツGSF(現Helmholtz Zentrum München) 訪問研究員。2001年九州分析化学奨励賞。2002年3月、九州大学大学院工学研究科化学システム工学専攻博士後期課程修了し、「ダイオキシン関連物質のリアルタイム分析並びに生成機構に関する基礎研究」で博士（工学）の学位を取得。
2002年4月九州大学大学院工学研究院応用化学部門助手、2007年度より助教。2006年、東京コンファレンス2006優秀講演賞。2008年、「多光子イオン化質量分析法の高性能化とその応用」の研究業績で日本分析化学会奨励賞。2010年10月から2016年12月まで福井大学大学院工学研究科准教授。2017年1月、福井大学学術研究院工学系部門教授に就任。2019年12月、Analytical Sciences誌 Hot Article Award受賞。
日本分析化学会、日本化学会、アメリカ化学会に所属。